# Y punto
Y punto, titulado originalmente como Bersuit Vergarabat y punto!, es el nombre del primer álbum de la banda argentina de rock, llamada Bersuit Vergarabat. Este trabajo debut contiene el primer éxito de la banda; una adaptación al español de la canción «El tiempo no para», del músico brasileño Cazuza, que les trajo muy buena repercusión. 
El 26 de diciembre de ese mismo año, hicieron su primer Obras Sanitarias, para presentar su álbum y algunos otros temas inéditos. Este recital no tuvo el resultado esperado y la banda tardaría mucho tiempo en revertir este hecho. El recital puede encontrarse completo en Youtube, aunque en audio solamente.
La presentación oficial de " Y punto.." fue en Cemento. En ese show contaron con invitados tales como Miguel Zavaleta y Enrique Symns (recitó en un intermedio). Andrea Alvarez fue la percusionista invitada. Para la presentación Rubén Sadrinas ya era miembro estable de la banda.

## Lista de canciones
| N.º | Título                                  | Letras                                          | Música             | Duración |  |
| 1.  | «El tiempo no para»                     | Cazuza, Arnaldo Brandão - Trad: Cordera, Martín | Cazuza, Brandão    | 05:27    |  |
| 2.  | «La papita»                             | Cordera                                         | Cordera            | 03:17    |  |
| 3.  | «Diez mil»                              | Martín, Bianco                                  | Martín, Bianco     | 04:18    |  |
| 4.  | «Tuyu»                                  | Cordera                                         | Bersuit Vergarabat | 04:45    |  |
| 5.  | «Homenaje a los locos del Borda»        | Cordera                                         | Subirá             | 05:45    |  |
| 6.  | «Venganza de los pobres muertos (afro)» | Cordera                                         | Bersuit Vergarabat | 05:33    |  |
| 7.  | «Hociquito de ratón»                    | Cordera                                         | Cordera            | 02:42    |  |
| 8.  | «La logia (iambo iombo)»                | Cordera                                         | Bianco, Jara       | 04:00    |  |
| 9.  | «Como nada puedo hacer (puteo)»         | Cordera                                         | Céspedes           | 05:37    |  |
| 10. | «Sistema al mejor postor (La pantalla)» | Cordera                                         | Cordera            | 05:12    |  |

## Personal
- Gustavo Cordera - Voz.
- Rubén Sadrinas - Voz.
- Oscar Righi - Guitarra.
- Charly Bianco - Guitarra.
- Pepe Céspedes - Bajo y arreglos generales.
- Juan Subirá - Piano y teclados.
- Raúl Pagano - Teclados.
- Carlos Enrique Martín - Batería y percusión.

## Colaboraciones
- Daniel Colombres - Percusión en 7.
- Marcela Chediak - Percusión en 2, 3, 6 y 9.
- Sergio Ferrari - Interno I y II en 5.
- Mario Pergolini - Interno III en 5.